# Perry Rhodan – SOS aus dem Weltall
Perry Rhodan – SOS aus dem Weltall (Originaltitel: …4 …3 …2 …1 …morte) ist ein italienisch-spanisch-deutscher Science-Fiction-Film aus dem Jahre 1967. Er ist der einzige Kinospielfilm, in dessen Mittelpunkt der Heftroman-Held Perry Rhodan steht. Die deutsche Fassung ist gegenüber der angloamerikanischen (Mission Stardust) um ca. 15 Minuten gekürzt.

## Handlung
Perry Rhodan, Major der „U.S. Space Force“, wird mit drei Kollegen – seinem Kumpel Captain Burley (internationale Version: Mike Bull, in der Romanversion Reginald Bull genannt „Bully“), Captain Flipper und dem Bordarzt Dr. Paulsen (internationale Version: Dr. Manoli, in der Romanversion Dr. Eric Manoli) – auf geheime Weltraummission zum Mond geschickt. Als die Chefs von Interkosmos Details besprechen, werden sie dabei vom Gangsterboss Arkin abgehört. So erfährt dieser, wozu die Mission dient. Ein zuvor auf den Mond entsandte Sonde hatte unter dem ‘Nubischen Meer‘ ein Metall geortet, das ein weitaus größeres Atomgewicht als Uran hat und damit wertvoller ist „als alles Silber, Gold und Platin zusammen“. Die Mondmission endet unerwartet. Das Viererteam stößt auf ein außerirdisches Raumschiff, das hier unlängst wegen Maschinenschadens notlanden musste. Sie werden vom Wissenschaftler Crest und der blonden, ebenso schönen wie überheblichen Raumschiffkommandantin Thora empfangen. Sie und ihre Kampfroboter, die mit ihren Blicken Menschen wie Gegenstände im Nu auflösen können, stammen vom Planeten Arkon, 114 Lichtjahre entfernt. Die Arkoniden sind nicht imstande, ihr Raumschiff für den Heimflug zu reparieren, und so bietet Perry Rhodan seine Hilfe an. Dr. Paulsen stellt fest, dass Crest sehr krank ist: er hat Leukämie. Um ihm zu helfen, müssten alle zurück auf die Erde fliegen, um den Spezialisten Dr. Haggard aufzusuchen. Man nimmt das kleine Arkoniden-Raumschiff, das sich im havarierten Mutterschiff befindet, und kehrt auf den Blauen Planeten zurück.
Bei der Landung in Afrika wird die bunte Truppe von einheimischen Soldaten unfreundlich empfangen. Das Raumschiff wird beschossen, doch Thoras Abwehrwaffen halten sämtlichen Feuerstößen leicht stand. Auf der Suche nach Dr. Haggard geraten Rhodan und Burley in Arkins Hinterhalt. Doch mit Hilfe einer von Thora mitgegebenen Waffe und ihren schwingenden Fäusten können Perry und sein Kumpel die Schurken niederringen. Schließlich erreichen die beiden Haggard, der sich bereiterklärt, mit seinen beiden medizinischen Mitarbeiterinnen, Dr. Sheridan und der Krankenschwester Silva, zu Crest zu fahren und ihn zu behandeln. Der Wagen wird von schießwütigen Militärs und Arkins Gangstern verfolgt. Dabei gerät Perry Rhodan in die Hand der Gangster. Während Haggard Crest behandelt, stellt sich heraus, dass Dr. Sheridan und Silva wie auch Haggard selber zu Arkins Leuten gehören. Gemeinsam mit dem Verräter Captain Flipper versuchen sie, die Behandlung zu torpedieren. Man setzt Gas ein, so dass das Behandlungsteam ohnmächtig wird. Was bislang niemand weiß: der echte Haggard existiert, sieht genauso aus wie der falsche und wird von Arkin auf seiner festungsartigen Insel festgehalten. Bei dem Gasangriff hat sich Flipper, ein Büttel Arkins, Thora geschnappt und sie verschleppt. Doch Thora kann zuvor noch ihre Kampfroboter aktivieren, die Arkins Leute erledigen sollen. Es kommt zu einer wilden Schießerei. Während Flipper mit Thora als Geisel flieht, lösen die aus den Augen der Roboter entweichenden Strahlen den falschen Haggard sowie Dr. Sheridan und Silva in Luft auf.
Auf Arkins Insel angekommen, versucht dessen Bande Thora zu zwingen, ihnen die Funktion des Raumschiffs zu erklären. Derweil nehmen die Militärs das kleine Raumschiff unter Granatbeschuss. Doch es ist durch einen Schutzschirm vor den Attacken sicher. Perry hat sich indessen mit einem beherzten Sprung aus einem fliegenden Hubschrauber aus der Gefangenschaft Arkins befreit und rennt durch die Wüste zum Raumschiff zurück. Dort sagt ihm der wieder genesene Crest, wie man die entführte Thora orten könne. Perry und Burley ziehen sich die arkonidischen Schutzanzüge an, stürmen Arkins Insel und befreien Thora. Bei der Flucht vor den eintreffenden Astronauten kommt Flipper ums Leben, als er von einer Sicherheitstür zerquetscht wird. Arkin gelingt die Flucht. Thora kehrt mit ihren beiden Rettern zu Crest aufs Raumschiff zurück und zerstört mit einem Knopfdruck die gesamte Insel. Auch Gangsterboss Arkin stirbt. Gemeinsam mit dem echten Dr. Haggard fliegen alle zurück zum Mond. Dort kommt es endlich, wie Crest stets gehofft hat, zur Vereinigung beider Rassen, der Arkoniden und der Menschen, als sich Thora und Perry Rhodan in den Armen liegen.

## Produktionsnotizen
Der im Herbst 1966 in Rom, Spanien und auf der spanischen Insel Teneriffa gedrehte Film ist ein klassisches europäisches Trashprodukt der 1960er Jahre – poppiges Design, primitive Spezialeffekte und schnoddrige (deutsche) Dialoge inklusive. Kombiniert wurden Elemente des Science-Fiction-Genres und des schießwütigen Gangster- und Agentenfilms. Wie bei europäischen Trashfilmen jener Zeit üblich wurde auch in diesem Film die Rolle des Titelhelden mit einem nordamerikanischen Filmschauspieler der zweiten Garnitur (Lang Jeffries) besetzt. Von italienischer Seite war am Drehbuch Federico d´Urutia beteiligt.
Der Film basiert lose auf den ersten drei Perry-Rhodan-Romanen Unternehmen Stardust, Die dritte Macht und Die strahlende Kuppel von 1961. Er erlebte seine Erstaufführung in Italien am 4. August 1967. Die deutsche Premiere fand am 20. Oktober 1967 statt. Clark Darlton verfasste parallel ein gleichnamiges Taschenbuch, das 1967 im Moewig-Verlag erschien und 2014 im Pabel-Moewig-Verlag eine Neuauflage erfuhr. Am Drehbuch war auch der Standfotograf Karl-Heinz Vogelmann (1927–2011) beteiligt, der bereits das Drehbuch für Fünf vor 12 in Caracas verfasst hatte.
Für die 25-jährige Schwedin Essy Persson bedeutete dieser Film den Beginn einer kurzen internationalen Filmkarriere. Unmittelbar nach Ende der Dreharbeiten wurde sie nach Deutschland geholt und spielte zum Jahresbeginn 1967 die weibliche Hauptrolle in dem Exploitationfilm Das Rasthaus der grausamen Puppen.
Perry-Rhodan-Stammleser zeigten sich von diesem Film sehr enttäuscht. Zu stark hatten die Filmemacher die (1961 noch relativ glaubwürdig erscheinende) Originalgeschichte in Richtung Actionfilm geändert, ohne dass die Handlung, die visuellen Effekte oder die akustischen Effekte überzeugend wirkten. So gab es in der Vorlage weder eine Dr. Sheridan (im Film verkörpert von Ann Smyrner) noch den Gangsterboss Homer Arkin (gespielt von Pinkas Braun). Die wenig glaubwürdig erscheinende Gangstergeschichte wurde für den Film erfunden. Auch die Umarmung zwischen Thora und Perry Rhodan, die ein an sich nettes Happy End darstellt, war ein Zugeständnis an den Zeitgeist des Jahres 1966. Die Wüste Gobi wurde im Film zu einer afrikanischen Savanne, somit auch die Asiatische Föderation zur Afrikanischen Föderation.
Den Titelsong Seli, den Marcello Giombini komponierte, interpretiert Edda Dell’Orso.

## Weitere technische Daten
- Produktionsfirmen: P.E.A. Cinematografica, Rom, Tefi Filmproduktion Ernst Ritter von Theumer, München, Attor-Film S.A., Madrid.
- Verleih: Constantin Film, München
- Produktionsleiter: Renato Caldonazzo, Thomas Sagone, Averoe Stefani, Julio Parra
- Regieassistenz: Renato Moretti
- Szenenbild: Giorgio Giovannini
- Bauten: Jaíme Pérez Cubero
- Maske: Raul Ranieri
- Frisuren: Anna Christofani
- Set-Einrichter: Massimo Travazzi
- Kostüme: Tina Grani
- Ton: Alessandro Sarandrea
- Filmformat: 35-mm-Film.
- Farbe: Technicolor
- Zensur: FSK-Prüfung vom 29. September 1967, frei ab 12 Jahre.

## Kritik
„Technisch aufwendiger, aber formal zweitklassiger Science-Fiction-Film.“

„Die Comic-Adaption von Perry Rhodan ist durchaus achtbar – das kann man von der bisher einzigen Verfilmung ‘SOS aus dem Weltall’ (1967) nicht sagen. Fans hassen den Film mit Inbrunst.“

„Mit dem großen Erfolg der Romanhefte konnte sich der auf Band 1 (»Unternehmen Stardust«) basierende Film von Primo Zeglio allerdings kaum messen: Er wich zu sehr von der Originalvorlage ab, brachte – vermutlich aus Kostengründen – Gangster statt des Militärs der Großmächte ins Spiel, und schaffte es nicht einmal, den Titelhelden gebührend herauszustellen: Die Fans beklagten sich dann auch spontan, dies sei kein »Perry Rhodan«, sondern ein »Bully«-Film gewesen. (Bully ist Rhodans lustig-doofer Sidekick.) Die Besetzung war zudem ebenso katastrophal wie die einfallslosen Bauten, für die Rhodan-Autor K.H. Scheer auch noch als „technischer Berater“ engagiert wurde. Was auszog, um den Riesenerfolg der Romanhefte filmisch zu wiederholen, endete als jämmerlicher Flop und verschwand trotz bombastischer Public Relations-Arbeit der Rhodan-Heftverleger schnell von der Bildfläche.“

«Especie de compromiso entre el cine de cienciaficción más bien „pulp“ entonces en boga en Italia, y el clásico sucedáneo de los primeres James Bond.»

„Eine Art Kompromiss zwischen dem in Italien gängigen schundigen Science-Fiction-Kino und den klassischen Surrogaten der ersten James-Bond-Filme.“

“Based on first of internationally popular Perry Rhodan series of novels, but worthless nonetheless.”

„Basierend auf dem ersten der international beliebten Perry Rhodan-Romane, aber nichtsdestotrotz wertlos.“

Am 13. September 2013 wurde der Film im Rahmen der Tele-5-Reihe Die schlechtesten Filme aller Zeiten gezeigt.

## Veröffentlichung
Der Film wurde erstmals am 16. Oktober 1971 im deutschen Fernsehen gezeigt. Spätestens seit 1982 existiert eine deutschsprachig synchronisierte Version auf Super 8. 1994 erschien die deutschsprachige Laserdisc bei TaurusVideo. Es folgte 1995 eine VHS-Kassette. Eine vollständige englischsprachige Fassung des Originals wurde 2008 von Sinister Cinema auf DVD herausgebracht. Bis heute gibt es keine deutschsprachige DVD.